# Die kleine Stadt will schlafen gehn
Die kleine Stadt will schlafen gehn ist eine 1953 entstandene deutsche Kleinstadtfilmposse von Hans H. König mit Gustav Fröhlich und Jester Naefe in den Hauptrollen.

## Handlung
Bei einem Überfall auf einen Posttransport erbeuteten die Gangster anstatt des erhofften Geldes lediglich einen Sack mit kompromittierenden Postsendungen. Sechs „ehrenwerte“ Honoratioren der kleinen Stadt sowie der mehrfach vorbestrafte Gelegenheitsarbeiter Oskar Blume fürchten nun, dass ihre delikate und heikle Korrespondenz in falsche Hände geraten könnte. Dabei handelt es sich bei den zu der damaligen Zeit, der Adenauer-Jahre, „pikanten“ Briefen und anderen Postsendungen um Dinge wie eine Bestellung von Aktfotografien, Alimentenschecks und ähnliches. Rasch gerät der im Ort wegen seines angeblich „unmoralischen“ Lebenswandel nicht sonderlich angesehene Bildhauer Peter Bruck in den Verdacht, den Inhalt der Briefe zu kennen. Die Honoratioren trauen diesem Außenseiter ja schon einiges zu, ist er doch ein „Künstler“ und noch dazu alleinerziehender Vater.
Bruck macht sich einen Spaß daraus, den ortsansässigen Spießern ordentlich Angst und Schrecken in die Glieder zu jagen und lässt die ach so ehrbaren Bürger, bei denen sich Panik breitmacht, in ihrem Glauben. Auf einmal ist der Paria Bruck im Ort sehr beliebt, denn jeder der Betroffenen wanzt sich an ihn heran, um von dem Bildhauer nicht als „Sünder“ denunziert zu werden. Mit Ingrid Altmann, der hübschen Tochter des allgewaltigen Regierungsbaurats Friedrich Altmann, hetzt man ihm sogar eine „Spionin“ auf den Hals, die den Verdächtigen mit allen Mitteln weiblicher Verführungskunst aushorchen soll. Doch Peter durchschaut das Spiel rasch und freundet sich sogar mit jener jungen Dame an. Schließlich löst sich das ganze anrüchige „Affärchen“ in Wohlgefallen auf: Der verschwundene Postsack mit den kleinen „schmutzigen“ Geheimnissen taucht wohlbehalten wieder auf, und aus Peter und Ingrid wird ein Paar.

## Produktionsnotizen
Die kleine Stadt will schlafen gehn entstand unter dem Arbeitstitel Sieben Sünder im Herbst 1953, die Außenaufnahmen in Limburg an drei Tagen Mitte Oktober desselben Jahres. Weitere Außenaufnahmen wurden in Starnberg angefertigt, die Atelieraufnahmen in Wiesbaden. Die Uraufführung war am 11. Februar 1954 in Düsseldorf, die Berlin-Premiere erfolgte am 10. August 1954.
Edgar Röll war Produktionsleiter. Hans Sohnle und Fritz Lück zeichneten für die Filmbauten verantwortlich, Ilse Fehling entwarf die Kostüme.
Altstar Gerda Maurus (Frau im Mond) gab hier ihre Abschiedsvorstellung beim Kinofilm.

## Kritiken
Die Limburger Lokalpresse ereiferte sich im Februar 1954 nach der Premiere und sah ihre Stadt in einem schlechten Licht dargestellt. Der Redakteur des Nassauer Boten meinte, Regisseur König sei mit seiner deftigen Geschichte ins Triviale und Vulgäre abgerutscht. An einer Stelle heißt es: „Manche Szenen sind sogar peinlich und frivol. (…) Wahrhaftig, wir sind nicht prüde und kennen das Leben. Aber wir sagen: In dieser Form gehört dieser Film nicht auf die Leinwand. Weil er menschliche Sünden nicht an den Pranger stellt, sondern durch seine obszöne Art zur bedenkenlosen Nachahmung auffordert.“ Selbst durch heftige Schnitte sei nichts mehr zu retten, denn: „Wenn aus diesem Film aller Schmutz herausgeschnitten wird, bleibt kaum noch etwas übrig.“
Der katholische Filmdienst schlug zu dieser Zeit in dieselbe Kerbe, stufte den Film als „gefährdend“ ein und riet vom Kinobesuch ab. Jahrzehnte später wurde verbal etwas abgerüstet; nun war im Lexikon des internationalen Films zu lesen: „Der geschmacksunsichere Schwank ist weniger enthüllend als anzüglich.“
Die Fachpublikation Film-Echo Nr. 7 vom 13. Februar 1954 sah die ganze Angelegenheit deutlich entspannter: “Mit leichter Hand inszeniert, beschwingte Kleinstadt-Geschichte voll ergötzlicher Episoden.”